# Алојз Весић
Алојз Весић (словен. Alojz Vesič; Љубљана, 25. мај 1931 — Београд, 24. јануар 1994) био је генерал-потпуковник ЈНА.

## Биографија
Рођен је у Љубљани 25. маја 1931. године, гдје је похађао основну школу. Као војни стипендиста 1949. године завршио је Ваздухопловно-техничку школу у Загребу, гдје је добио чин заставника ваздухопловно-техничке службе. Након тога почео је да ради у Авио-радионици у Панчеву, као први техничар ремонтне радионице. Исте године, заједно са Авио-радионицом, прекомандован је у Рајловац, у новоформирану Авио-радионицу бр. 169, односно Самосталну ваздухопловну ремонтну радионицу. Ради на разним пословима техничке службе, а 1958. године, као војни стипендист, уписао се на Машински факултет у Љубљани. Након успјешног завршетка студија (1963. године) враћа се у ВЗ "Орао". Ради на одговорним пословима у Конструктивно-технолошком бироу, а од 1969. године, сљедећих десет година, обавља функцију директора Завода, а војнички напредује од чина мајора до пуковника ЈНА. У то вријеме Завод је доживио велики развој, тако да је дошло до његове не само формалне, него и суштинске трансформације од Ваздухопловно-техничког ремонтног завода (ВТРЗ) у Ваздухопловни завод "Орао". Његов рад није остао незапажен и у цивилном окружењу, што је резултирало добијањем Шестоаприлске награде града Сарајева 1977. године.
Због потреба службе, крајем 1979. године прелази у Гарнизон Рајловац на дужност начелника Центра војних школа. Након положеног генералског испита из области информатике прекомандован је у Београд, гдје најприје обавља дужност начелника Управе за информатику и администрацију у Генералштаб ЈНА, а касније, све до његовог пензионирања, био је помоћник начелника ГШ ЈНА за електронику и везе. Указом Предсједништва СФРЈ од 8. маја 1991. године престаје му активна војна служба у чину ваздухопловнотехничког генерал-потпуковника. Умро је 24. јануара 1994. године и сахрањен је на Бежанијском гробљу у Београду.